# Oesophagicola laticaudae
Oesophagicola laticaudae ist ein zur Klasse der Saugwürmer gehörender Parasit, der in der Speiseröhre beim Gewöhnlichen Plattschwanz (Laticauda laticaudata), einer südostasiatischen Giftnatter, vorkommt. Die Art ist der einzige Vertreter der Gattung Oesophagicola und der Unterfamilie Oesophagicolinae.

## Merkmale
Obwohl kein Typexemplar mehr existiert, wurde die Erstbeschreibung durch Satyu Yamaguti auch von nachfolgenden Autoren akzeptiert und die monotypische Stellung aufgrund einzigartiger Merkmale bestätigt. Der lange, gerade Stamm des Y-förmigen Exkretionsbläschens spaltet sich hinter dem Bauchsaugnapf in zwei weitlumige Schenkel, die über den Mundsaugnapf bis nah an das Vorderende reichen. Der Dotterstock (Vitellarium) ist baumartig und besteht aus röhrenförmigen Lappen. Er nimmt fast den gesamten seitlichen Raum zwischen Hinterende des Bauchsaugnapfs und dem Hinterende ein. Die zahlreichen Dotterfollikel reichen teilweise bis zur Medianebene. Die bauchwärts der Blinddärme gelegenen Uterusschlingen füllen den Raum zwischen Bauchsaugnapf und dem Vorderrand des hinteren Hodens aus. Der Geschlechtsvorhof ist weit und öffnet sich in einer schlitzartigen Pore.
Oesophagicola laticaudae ist 3,5 mm lang und 1,1 mm breit. Vorder- und Hinterende verengen sich zu einer stumpfen Spitze. Die Außenhülle ist mit feinen Dornen besetzt. Der Mundsaugnapf hat einen Durchmesser von 0,4 mm, der Pharynx von 0,21 mm. Die gut definierte Speiseröhre geht in die beiden Blinddärme über, die mit einem zylindrischen Epithel ausgekleidet sind. Der querovale Bauchsaugnapf ist 0,19 mm lang und 0,24 mm breit und liegt zwischen vorderem und mittlerem Drittel des Körpers.